# Cramme
Cramme település Németországban, azon belül Alsó-Szászország tartományban. Lakosainak száma 809 fő (2023. december 31.). Cramme Wolfenbüttel és Flöthe községekkel határos.

## Népesség
A település népességének változása:
| Lakosok száma | 915  | 891  | 874  | 858  | 824  | 821  | 809  |
|               | 2014 | 2016 | 2017 | 2019 | 2021 | 2022 | 2023 |